# Charlie Morningstar
Pour les articles homonymes, voir Morningstar (homonymie).
 (avril 2025).
La mise en forme du texte ne suit pas les recommandations de Wikipédia : il faut le « wikifier ».
Les points d'amélioration suivants sont les cas les plus fréquents. Le détail des points à revoir est peut-être précisé sur la page de discussion.
- Les titres sont pré-formatés par le logiciel. Ils ne sont ni en capitales, ni en gras.
- Le texte ne doit pas être écrit en capitales (les noms de famille non plus), ni en gras, ni en italique, ni en « petit »…
- Le gras n'est utilisé que pour surligner le titre de l'article dans l'introduction, une seule fois.
- L'italique est rarement utilisé : mots en langue étrangère, titres d'œuvres, noms de bateaux, etc.
- Les citations ne sont pas en italique mais en corps de texte normal. Elles sont entourées par des guillemets français : « et ».
- Les listes à puces sont à éviter, des paragraphes rédigés étant largement préférés. Les tableaux sont à réserver à la présentation de données structurées (résultats, etc.).
- Les appels de note de bas de page (petits chiffres en exposant, introduits par l'outil «  Source ») sont à placer entre la fin de phrase et le point final[comme ça].
- Les liens internes (vers d'autres articles de Wikipédia) sont à choisir avec parcimonie. Créez des liens vers des articles approfondissant le sujet. Les termes génériques sans rapport avec le sujet sont à éviter, ainsi que les répétitions de liens vers un même terme.
- Les liens externes sont à placer uniquement dans une section « Liens externes », à la fin de l'article. Ces liens sont à choisir avec parcimonie suivant les règles définies. Si un lien sert de source à l'article, son insertion dans le texte est à faire par les notes de bas de page.
- La présentation des références doit suivre les conventions bibliographiques. Il est recommandé d'utiliser les modèles {{Ouvrage}}, {{Chapitre}}, {{Article}}, {{Lien web}} et/ou {{Bibliographie}}. Le mode d'édition visuel peut mettre en forme automatiquement les références.
- Insérer une infobox (cadre d'informations à droite) n'est pas obligatoire pour parachever la mise en page.

Pour une aide détaillée, merci de consulter Aide:Wikification.
Si vous pensez que ces points ont été résolus, vous pouvez retirer ce bandeau et améliorer la mise en forme d'un autre article.
La princesse Charlotte Morningstar, dite Charlie Morningstar, est un personnage fictif  de la série animée musicale pour adultes Hazbin Hotel.
Le personnage est créé par Vivienne Medrano. Elle est la protagoniste où elle incarne la princesse de l'enfer.
Charlie dirige l'hôtel Hazbin, où elle espère racheter les âmes de ceux qui sont en enfer et les aider à gagner une place au paradis . Elle est la fille de Lilith et Lucifer Morningstar. Elle est en couple avec Vaggie, qui également la directrice de l'hôtel.

## Développement

### Origines et concept
Charlie a été créé par Medrano pendant ses études à la School of Visual Arts de New York. Bien que la conception originale inspirée du steampunk du personnage ait été décrite comme une « entité entièrement distincte », Medrano a aimé le nom Charlie et l'a transféré à un nouveau personnage, destiné à sa série de bandes dessinées Web ZooPhobia. Dans cette version initiale Charlie était une âme mortelle décédée dans les années 1830, servant de « mère nourricière » au « Misfit Demon Gang » dans ZooPhobia. Ce groupe a ensuite évolué pour devenir les personnages principaux de Hazbin Hotel.,.

### Conception et caractérisation
Dans le pilote de Hazbin Hotel, le nom de famille de Charlie était « Magne ». Elle ressemblait beaucoup plus à son modèle actuel, portant un manteau rouge. Elle a été confirmée comme bisexuelle par Medrano sur son compte Twitter.

Avant la première saison, le nom de famille de Charlie a été changé en Morningstar, traduction latine de "Lucifer", qui a été popularisé par Neil Gaiman dans un comic de 1989. Après la sortie du premier épisode de la série en janvier 2024, Vivienne Medrano a expliqué que le design de Charlie n'avait pas changé intentionnellement, mais que son style de dessin avait évolué. Dans une interview après la sortie de la série, Medrano a déclaré qu'elle s'identifiait à Charlie et l'a qualifiée de « courageuse... déterminée et énergique », affirmant que Charlie était un « personnage très ambitieux » pour elle. À propos de l'arc du personnage de Charlie dans la première saison, sa doubleuse Erika Henningsen a déclaré :
"La vie se vit dans la grisaille. C'est le cheminement de Charlie au fil de la saison. Elle est toujours en faveur du pardon, mais je pense qu'elle voit parfois le monde en noir et blanc, alors que la réalité est différente. Alors, ce que nous faisons sérieusement parce que c'est la bonne chose à faire se fait parfois au détriment des autres. Et si ce qu'elle pense être juste ne l'était potentiellement pas ? Et s'il n'y avait ni bien ni mal ? Et s'il suffisait d'écouter les autres et de faire preuve d'intégrité ?"

### Voix

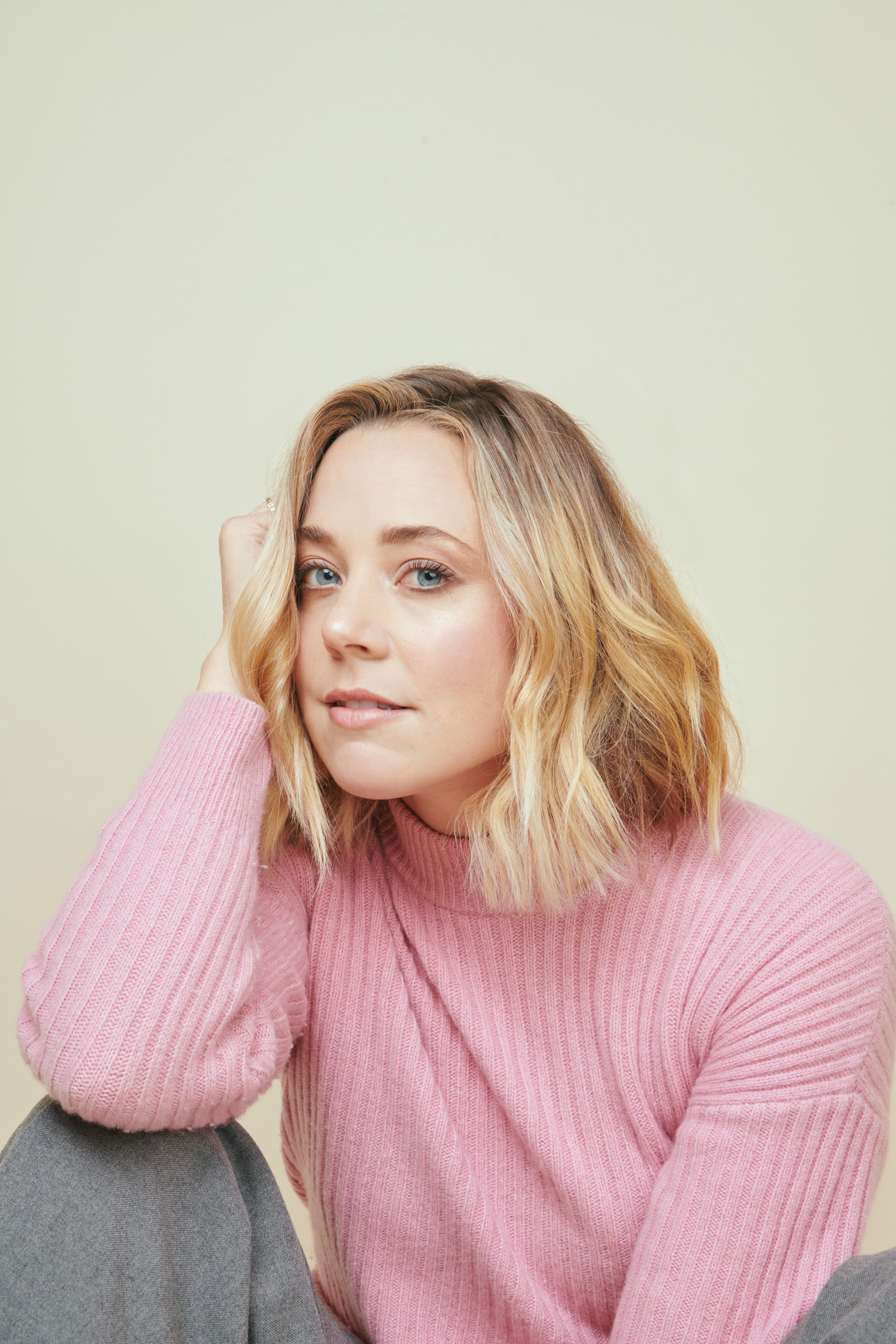
Erika Henningsen est la voix de Charlie depuis 2024.

Dans le pilote de Hazbin Hotel de 2019, Jill Harris a été choisie pour incarner la voix parlée de Charlie et Elsie Lovelock pour sa voix chantée,. Depuis 2024, Charlie est doublé par Erika Henningsen dans la série principale.

## Biographie du personnage fictif

### Hazbin Hotel

#### «C'est du divertissement» (traduction "That's Entertainment") (2019)
Charlie a fait sa première apparition complète dans "That's Entertainment", l'épisode pilote de Hazbin Hotel, sorti le 28 octobre 2019. Les événements de l'épisode se déroulent après les événements de « Dirty Healings ». Elle est pétillante et optimiste et y présente son "Happy Hotel", destiné à racheter les âmes pour leur permettre d'aller au paradis lors d'une interview télévisée avec la journaliste Katie Killjoy . L'interview se termine par une bagarre entre elle et Katie, mais cela attire l'attention d' Alastor « le Démon de la Radio », qui lui rend visite peu après et lui propose son aide afin de gérer l'hôtel.

#### «Guérissions sales»(traduction "Dirty Healings")  (2019–2020)
Charlie revient dans le webcomic Dirty Healings (du 27 octobre 2019 au 7 juillet 2020), qui raconte comment elle et Vaggie ont recruté Angel Dust comme premier client de l’hôtel.

#### Saison 1 (2024)
Dans Overture, elle tente de convaincre Adam, l’ange en chef, de l’intérêt de son hôtel. Elle souhaite que l'hôtel serve d'alternative à l'extermination annuelle des pécheurs de l'enfer par l'armée d'anges exterminateurs d'Adam. La rencontre ne se déroule pas comme prévu, malgré ses tentatives pour l'informer de son hôtel. Celui-ci rejette l’idée et annonce que la prochaine Extermination des pécheurs est avancée de six mois. Dans « Radio Killed the Video Star », elle se montre très indulgente, car après que Sir Pentious soit entré dans l'hôtel et ait été exposé comme étant un espion pour Vox, Charlie a pitié de lui et lui donne une seconde chance. Dans « Scrambled Eggs », elle dirige des exercices de confiance et d'autres activités dans l'hôtel, au grand désespoir des autres clients. Dans Masquerade, elle est bouleversée après avoir indirectement causé des ennuis à Angel Dust, et s'excuse sans cesse lorsqu'il retourne à l'hôtel.
Charlie a une relation compliquée avec son père, Lucifer Morningstar, et l'appelle dans l'épisode « Dad Beat Dad », où elle lui demande de visiter l'hôtel. Elle lui fait visiter les lieux et lui demande de l'aider à prendre un autre rendez-vous avec le paradis.. Bien que Lucifer ne croie pas en son projet, il organise une rencontre pour elle et, finalement, repart de l'hôtel sur de meilleures bases avec sa fille.
Dans « Bienvenue au Paradis », lorsque Charlie arrive à la réunion avec le Paradis, elle parle à plusieurs anges importants et découvre que personne au Paradis ne sait comment il est décidé si une âme appartient au Paradis ou à l'Enfer. Adam révèle ensuite que la petite amie de Charlie, Vaggie, était l'un de ses anges exterminateurs, laissant Charlie choqué et trahi, car Vaggie ne le lui avait jamais dit. Charlie et Vaggie sont ensuite renvoyés en enfer, le paradis choisissant d'ignorer une fois de plus leur hôtel. Dans « Hello Rosie », après avoir conclu un accord avec Alastor, elle se révèle être la plus efficace pour parler et rassembler des foules de personnes lorsqu'elle chante, et elle convainc les citoyens de Cannibal Town de se battre avec elle contre les anges lors de la prochaine Extermination. Elle se réconcilie également avec Vaggie. Dans « The Show Must Go On », elle se bat contre les anges aux côtés des clients de l'hôtel et montre qu'elle tient énormément à chacun d'eux.

### Autres apparitions

#### Super patron (traduction "Helluva Boss")
Charlie fait une apparition dans le pilote de Helluva Boss sorti en 2019, où l'on voit Loona regarder Charlie sur son ordinateur. Plus tard, Robo Fizz se moque de la diffusion de Charlie dans l'épisode « Loo Loo Land » de Helluva Boss sorti en 2020. Une  peluche à l'éffigie de Charlie est visible dans la chambre d'Emberlynn Pinkle dans le troisième Helluva Short « Mission : Weeaboo-Boo ».

#### Vidéos musicales
La première apparition animée de Charlie a eu lieu dans le clip musical « Inside of Every Demon Is a Rainbow », sorti le 6 octobre 2018, soit un an avant la sortie de l'épisode pilote de Hazbin Hotel . Le clip vidéo suit Charlie alors qu'elle présente l'hôtel à la journaliste Katie Killjoy et au reste de l'Enfer à travers une chanson.
Charlie fait une apparition muette dans le clip vidéo de la chanson Addict sorti en 2020, dans lequel elle tend la main à Angel Dust alors qu'il s'éloigne après une dure journée de travail avec Valentino,. Elsie Lovelock, la voix chantée de Charlie dans le pilote, est également apparue dans deux clips musicaux de fans de Hazbin Hotel réalisés par Gabriel C. Brown (la voix chantée d'Alastor) : l'un est sorti en 2021 intitulé "Heaven 2 Hell", et l'autre en 2024 intitulé "Thank You and Goodnight". Ce dernier morceau a été décrit comme un « adieu » aux casting vocal du pilote. Il a été écrit un an auparavant (à la suite de l'annonce du remaniement d'A24), et sortie le lendemain de la première de « Overture » comme « une passsation de flambeau légere et symbolique »,.

#### Divers
De 2019 à 2023, Jill Harris et Elsie Lovelock on reprit leurs rôles de Charlie dans une série de sketchs diffusés dans HuniCast, une série de podcasts en direct co-animée par l'acteur de doublage d'Angel Dust, Michael Kovach, et l'animatrice de Hazbin Hotel, Ashley Nichols. L'émission accueillait souvent les acteurs et l'équipe de Hazbin Hotel et SpindleHorse Toons en tant qu'invités.
De 2020 à 2021, Charlie est apparue dans une série de publications en réalité augmentée intitulée « Voxtagram » publiées sur Instagram par SpindleHorse Toons. Ces publications la montraient en train de gérer le compte des réseaux sociaux de l'hôtel avec Vaggie dans un style tranche de vie.

## Réception

### Pilote
Le personnage de Charlie Morningstar dans le pilote de la série a été positivement accueilli . Esther Liberman de BeLatina l'a décrite comme « rédemptrice et empathique », et a soutenu que le pilote de l'émission démontrait le biculturalisme de Charlie, avec une « analogie subtile à sa sexualité flexible ». Dan Short d' Animated Views a qualifié Charlie de seule « âme heureuse et édifiante au milieu d'une mer de déviants » et a déclaré que sa doubleuse avait fourni le ton parfait pour rendre Charlie « céleste ». Matthew Field de Go! & Express l'a qualifiée de « sacrément adorable » et de « bienfaitrice joyeusement optimiste qui essaie de voir le meilleur en chacun ». Le critique Sean Cubillas de CBR l'a décrite comme l'un des « personnages les plus joyeux et les plus élégamment exprimés de toute l'animation ».
Le personnage a reçu un accueil critique généralement positif,,,,,.

### Série
Le personnage de Charlie dans la série animée, dont la diffusion a débuté en janvier 2024, a également été très bien accueilli. Hope Mullinax de Collider a fait l'éloge de ses numéros musicaux « joyeux » et « spectaculaires», tandis que Screen Rant a complimenté ses « rythmes pop énergiques » et son « attitude de fonceuse », la qualifiant de « cœur et âme de Hazbin Hotel » sans qui « la série serait très sombre et quelque peu dénuée de sens ». Dais Johnston d' Inverse l'a saluée comme « la Leslie Knope de l'enfer » en raison de son attitude « brillante et toujours positive ». Rendy Jones de RogerEbert.com l'a surnommée « la princesse au ventre rond » et au charme insouciant et optimiste. Rachel Leishman de The Mary Sue a déclaré que la série est « charmante » grâce à la nature pleine d'espoir de Charlie, qui inspire sa petite amie Vaggie. Leishman a également affirmé que Charlie « s'épanouissait et travaillait dur pour être un modèle d'entraide pour ceux qu'elle aime et dont elle s'occupe à l'hôtel ». Jenna Scherer de The AV Club a décrit Charlie comme « pleine de vivacité» et « étrangement naïve», tandis que Kristy Puchko de Mashable a qualifié Charlie de « membre le plus enfantin et joyeux du groupe ». Brian Kitson de The Cosmic Circus a complimenté « l'énergie légère » de Henningsen dans le rôle de Charlie, tandis que Sayantan Gayen de CBR a salué le « travail exemplaire de Henningsen pour incarner un personnage naturellement joyeux mais abattue par le poids énorme des responsabilités sur ses épaules ».

## Marchandises
Depuis 2018, des vêtements et produits officiels basés sur Charlie et le casting de Hazbin Hotel conçus par Medrano sont disponibles par intermittence auprès de Shark Robot LLC,.